# Distretto di Arhavi
Il distretto di Arhavi (in turco Arhavi ilçesi) è uno dei distretti della provincia di Artvin, in Turchia.